# Brayan Montaño
Brayan Alexander Montaño Quiñónez (Valle del Cauca, Colombia; 6 de agosto de 1990) es un futbolista colombiano. Juega como mediocampista o delantero en el Patriotas Boyacá de la Primera División de Colombia.

## Clubes
| Club                 | País     | Año         |
| -------------------- | -------- | ----------- |
| Once Caldas          | Colombia | 2012 - 2013 |
| Real Cartagena       | Colombia | 2013 - 2014 |
| Cimarrones de Sonora | México   | 2014 - 2015 |
| Patriotas Boyacá     | Colombia |             |

- Datos: Q18417390